# Вануату на літніх Олімпійських іграх 2016
Вануату на літніх Олімпійських ігор 2016 представляли 4 спортсмени у 4 видах спорту. Жодної медалі спортсмени Вануату не завоювали.

## Спортсмени
| Дисципліна            | Чоловіки | Жінки | Разом |
| --------------------- | -------- | ----- | ----- |
| Бокс                  | 1        | 0     | 1     |
| Дзюдо                 | 1        | 0     | 1     |
| Академічне веслування | 1        | 0     | 1     |
| Настільний теніс      | 1        | 0     | 1     |
| Разом                 | 4        | 0     | 4     |

## Бокс
| Спортсмен        | Категорія           | 1/16 фіналу         | 1/8 фіналу         | Чвертьфінали       | Півфінали          | Фінал              | Фінал           |
| Спортсмен        | Категорія           | Суперник Результат  | Суперник Результат | Суперник Результат | Суперник Результат | Суперник Результат | Місце           |
| ---------------- | ------------------- | ------------------- | ------------------ | ------------------ | ------------------ | ------------------ | --------------- |
| Ліонель Варавара | до 56 кг (чоловіки) | Нікітін (RUS) L 0–3 | Завершив виступ    | Завершив виступ    | Завершив виступ    | Завершив виступ    | Завершив виступ |

## Дзюдо
| Спортсмен | Категорія           | 1/32 фіналу        | 1/16 фіналу          | 1/8 фіналу         | Чвертьфінали       | Півфінали          | Втішний поєдинок   | Фінал / БМ         | Фінал / БМ      |
| Спортсмен | Категорія           | Суперник Результат | Суперник Результат   | Суперник Результат | Суперник Результат | Суперник Результат | Суперник Результат | Суперник Результат | Місце           |
| --------- | ------------------- | ------------------ | -------------------- | ------------------ | ------------------ | ------------------ | ------------------ | ------------------ | --------------- |
| Джо Махіт | до 66 кг (чоловіки) | Bye                | Мата (ARU) L 000–100 | Завершив виступ    | Завершив виступ    | Завершив виступ    | Завершив виступ    | Завершив виступ    | Завершив виступ |

## Академічне веслування
| Спортсмен      | Дисципліна          | Заїзди  | Заїзди | Втішний заплив | Втішний заплив | Чвертьфінали | Чвертьфінали | Півфінали | Півфінали | Фінал   | Фінал |
| Спортсмен      | Дисципліна          | Час     | Місце  | Час            | Місце          | Час          | Місце        | Час       | Місце     | Час     | Місце |
| -------------- | ------------------- | ------- | ------ | -------------- | -------------- | ------------ | ------------ | --------- | --------- | ------- | ----- |
| Луїджі Тейлемб | одиночки (чоловіки) | 8:00.42 | 6 R    | 7:34.12        | 3 SE/F         | Bye          | Bye          | 8:19.15   | 3 FE      | 8:24.67 | 30    |

Пояснення до кваліфікації: FA=Фінал A (за медалі); FB=Фінал B (не за медалі); FC=Фінал C (не за медалі); FD=Фінал D (не за медалі); FE=Фінал E (не за медалі); FF=Фінал F (не за медалі); SA/B=Півфінали A/B; SC/D=Півфінали C/D; SE/F=Півфінали E/F; QF=Чвертьфінали; R=Потрапив у втішний заплив

## Настільний теніс
| Спортсмен | Дисципліна                  | Попередній раунд   | Раунд 1            | Раунд 2            | Раунд 3            | 1/8 фіналу         | Чвертьфінали       | Півфінали          | Фінал / БМ         | Фінал / БМ      |
| Спортсмен | Дисципліна                  | Суперник Результат | Суперник Результат | Суперник Результат | Суперник Результат | Суперник Результат | Суперник Результат | Суперник Результат | Суперник Результат | Місце           |
| --------- | --------------------------- | ------------------ | ------------------ | ------------------ | ------------------ | ------------------ | ------------------ | ------------------ | ------------------ | --------------- |
| Йошуа Шин | одиночний розряд (чоловіки) | Madrid (MEX) L 0–4 | Завершив виступ    | Завершив виступ    | Завершив виступ    | Завершив виступ    | Завершив виступ    | Завершив виступ    | Завершив виступ    | Завершив виступ |